# Liste von Sakralbauten in Magdeburg
Die Liste von Sakralbauten enthält bestehende und ehemalige Kirchengebäude und weitere Sakralbauten in Magdeburg.

## Bestehende Kirchen

### Altstadt
In der historischen Altstadt mit dem Dombezirk gibt es diese Kirchen
| Kirche                         | Koordinaten                     | Bauzeit   | Baustil                                   | Konfession                             | Foto |
| ------------------------------ | ------------------------------- | --------- | ----------------------------------------- | -------------------------------------- | ---- |
| Dom                            | 52° 7′ 28,9″ N, 11° 38′ 4,2″ O  | 1209–1520 | gotisch                                   | evangelisch                            |      |
| Universitätskirche St. Petri   | 52° 8′ 0,5″ N, 11° 38′ 41,8″ O  | 1150      | romanischer Turm, gotisches Kirchenschiff | katholisch                             |      |
| Kathedrale St. Sebastian       | 52° 7′ 36,5″ N, 11° 37′ 54,1″ O | 1489      | gotisch                                   | katholisch                             |      |
| Wallonerkirche (St. Augustini) | 52° 8′ 3,9″ N, 11° 38′ 46,5″ O  | 1285–1366 | gotisch                                   | evangelisch und evangelisch-reformiert |      |
| Magdalenenkapelle              | 52° 7′ 58,9″ N, 11° 38′ 42,8″ O | 1315      | gotisch                                   | katholisch                             |      |
| St. Johannis                   | 52° 7′ 50,8″ N, 11° 38′ 28,4″ O | 936–941   |                                           | säkularisiert                          |      |
| Unser Lieben Frauen            | 52° 7′ 40″ N, 11° 38′ 13,3″ O   | 1015–1018 | romanisch                                 | säkularisiert                          |      |

### Neustadt
In der Neuen Neustadt gibt es diese Kirchen
| Kirche                 | Koordinaten                     | Bauzeit   | Baustil        | Konfession     | Foto                                      |
| ---------------------- | ------------------------------- | --------- | -------------- | -------------- | ----------------------------------------- |
| St. Agnes              | 52° 9′ 20,5″ N, 11° 38′ 37,1″ O | 1861–1862 |                | katholisch     |                                           |
| St. Nicolai            | 52° 9′ 21,8″ N, 11° 38′ 15,8″ O | 1821–1824 | klassizistisch | evangelisch    |                                           |
| Neuapostolische Kirche | 52° 9′ 17,4″ N, 11° 37′ 57,7″ O | 1993–1994 | modern         | neuapostolisch | Neuapostolische Kirche Magdeburg-Neustadt |

### Weitere Stadtteile
Die Kirchen und Kapellen sind nach Stadtteilen aufgeführt.
| Kirche                                                      | Stadtteil              | Koordinaten                     | Bauzeit   | Baustil                             | Konfession     | Foto  |
| ----------------------------------------------------------- | ---------------------- | ------------------------------- | --------- | ----------------------------------- | -------------- | ----- |
| St. Petri                                                   | Beyendorf              | 52° 3′ 25,3″ N, 11° 38′ 5,9″ O  |           | romanisch                           | evangelisch    |       |
| Ida-Hubbe-Stift                                             | Brückfeld              | 52° 7′ 44″ N, 11° 40′ 11″ O     |           | frühes 20. Jh.                      | evangelisch    |       |
| St. Gertrauden                                              | Buckau                 | 52° 6′ 32″ N, 11° 38′ 23,6″ O   | 1867–1869 | neoromanisch                        | evangelisch    |       |
| St. Norbert                                                 | Buckau                 | 52° 6′ 23,8″ N, 11° 38′ 12,8″ O | 1885–1896 | neogotisch                          | katholisch     |       |
| St. Georg                                                   | Calenberge             |                                 |           | neoromanisch                        | evangelisch    |       |
| St. Briccius                                                | Cracau                 | 52° 7′ 0″ N, 11° 39′ 34,7″ O    | 1661      | romanisch                           | evangelisch    |       |
| St. Andreas                                                 | Cracau                 |                                 | 1950–1951 |                                     | katholisch     |       |
| Samariterkirche (auch: Kirche der Pfeifferschen Stiftungen) | Cracau                 | 52° 6′ 59,3″ N, 11° 39′ 55,9″ O | 1889      | Backstein, neoromanisch             | evangelisch    |       |
| St. Eustachius und Agathe                                   | Diesdorf               | 52° 7′ 52,5″ N, 11° 33′ 55,5″ O | 1350      | romanisch                           | evangelisch    |       |
| Martin-Gallus-Kirche                                        | Fermersleben           | 52° 5′ 22,8″ N, 11° 39′ 5″ O    | 1657      | Fachwerk                            | evangelisch    |       |
| Kapelle des Südfriedhofs                                    | Leipziger Straße       |                                 |           |                                     |                | \| \| |
| St. Sebastian                                               | Lemsdorf               | 52° 5′ 52″ N, 11° 35′ 55,9″ O   | 1889–1890 | neoromanisch                        | evangelisch    |       |
| St. Mechthild                                               | Neustädter Feld        | 52° 9′ 54,8″ N, 11° 37′ 26″ O   | 1982–1984 | modern                              | katholisch     |       |
| Hoffnungskirche                                             | Neustädter See         | 52° 10′ 31,1″ N, 11° 38′ 1,1″ O | 1980      | modern                              | evangelisch    |       |
| Kreuzkirche                                                 | Nordwest               | 52° 9′ 7″ N, 11° 36′ 19″ O      | 1954–1956 | modern                              | evangelisch    |       |
| St. Laurentius                                              | Alt Olvenstedt         | 52° 9′ 23″ N, 11° 33′ 56″ O     |           | romanisch                           | evangelisch    |       |
| St. Josef                                                   | Neu Olvenstedt         | 52° 9′ 16,2″ N, 11° 34′ 44″ O   | 1986–1991 | modern                              | katholisch     |       |
| St. Stephani                                                | Ottersleben            | 52° 5′ 13,2″ N, 11° 34′ 45,5″ O |           | gotisch                             | evangelisch    |       |
| St. Johann der Täufer                                       | Ottersleben            | 52° 5′ 52″ N, 11° 33′ 58,8″ O   |           | gotisch / barock                    | evangelisch    |       |
| St. Maria Hilf                                              | Ottersleben            |                                 | 1893      | neogotisch                          | katholisch     |       |
| St. Thomas                                                  | Pechau                 |                                 |           | spätromanisch                       | evangelisch    |       |
| Immanuelkirche                                              | Prester                |                                 |           | neogotisch                          | säkularisiert  |       |
| St. Sophie                                                  | Randau                 |                                 |           |                                     | evangelisch    |       |
| St. Adalbert                                                | Reform                 | 52° 5′ 11,6″ N, 11° 36′ 32,3″ O | 1983–1985 | modern                              | katholisch     |       |
| Reformationskirche                                          | Rothensee              | 52° 11′ 1″ N, 11° 39′ 45″ O     | 1910      | Backstein, historisierend           | evangelisch    |       |
| Rosenkranzkapelle                                           | Rothensee              |                                 | 1953      |                                     | katholisch     |       |
| St. Gertraud                                                | Salbke                 | 52° 4′ 34″ N, 11° 40′ 9″ O      | 1866–1877 | neogotisch                          | evangelisch    |       |
| St. Johannes Baptist                                        | Salbke                 | 52° 4′ 26,9″ N, 11° 40′ 18,1″ O | 1909–1910 | neogotisch                          | katholisch     |       |
| St. Egidius                                                 | Sohlen                 | 52° 2′ 53,3″ N, 11° 38′ 12,8″ O | 1350      | romanisch                           | evangelisch    |       |
| Pauluskirche                                                | Stadtfeld Ost          | 52° 7′ 57,6″ N, 11° 36′ 28,8″ O | 1894–1896 | neugotisch                          | evangelisch    |       |
| St.-Marienstift-Kapelle                                     | Stadtfeld West         |                                 |           |                                     |                |       |
| Markuskirche                                                | Stadtfeld West         | 52° 7′ 48,1″ N, 11° 35′ 15,1″ O | 1977–1979 | modern                              | evangelisch    |       |
| St. Ambrosius                                               | Sudenburg              | 52° 6′ 34,1″ N, 11° 35′ 54,9″ O | 1875–1877 | neogotisch                          | evangelisch    |       |
| St. Marien                                                  | Sudenburg              |                                 | 1867      | neogotisch                          | katholisch     |       |
| Neuapostolische Kirche Magdeburg-Süd                        | Süd (Leipziger Straße) | 52° 6′ 43,5″ N, 11° 37′ 12″ O   | 1987–1992 | modern                              | neuapostolisch |       |
| St. Stephanus                                               | Westerhüsen            | 52° 3′ 54″ N, 11° 40′ 43,5″ O   |           | romanischer Turm, barocke Turmhaube | evangelisch    |       |
|                                                             |                        |                                 |           |                                     |                |       |

## Nicht mehr bestehende Kirchen
- St. Mauritius, 10.–13. Jahrhundert

- Martinikirche, zerstört in den 1550er Jahren
- Alexiuskapelle, Hospitalkapelle, zerstört 1888
- St.-Ulrich-und-Levin-Kirche, teilzerstört 1945, 1956 Türme gesprengt, 1956 Schiff abgerissen
- St. Katharinen, teilzerstört 1945, 1964 Schiff gesprengt, 1966 Türme abgerissen
- Sankt-Jakobi-Kirche, teilzerstört 1945, 1959 gesprengt,
- Heilig-Geist-Kirche, teilzerstört 1945, 1951 Wiederaufbau, 1959 Sprengung
- Französisch-reformierte Kirche, teilzerstört 1945, 1960 gesprengt
- Deutsch-reformierte Kirche, teilzerstört 1945, 1955 Abriss
- Martinskirche, teilzerstört 1945, 1959 gesprengt
- Lutherkirche, teilzerstört 1945, 1951 Abriss
- Sankt-Nikolai-Kirche, teilzerstört 1945, 1959 Abriss

## Ehemalige Klöster und Stifte
In der Erzbistumsstadt Magdeburg und deren Umgebung gab es einige Stifte, Klöster und weitere geistliche Gemeinschaften im Mittelalter und in der Frühen Neuzeit.

### Altstadt
Stifte
- Domkapitel
- St. Peter und Paul, Kollegiatstift
- St. Sebastian, Kollegiatstift
- St. Mauritius, Kollegiatstift, 10. – 13. Jahrhundert
- St. Gangolfi, Kollegiatstift
- St. Nikolai, Kollegiatstift
- Unser Lieben Frauen, Kollegiatstift, seit 1129 Prämonstratenserstift

Klöster und Kommenden
- Dominikanerkloster
- Franziskanerkloster
- Augustiner-Eremiten-Kloster
- Templerkommende, bis 1318
- Johanniterhof Kreuzhof, seit 1319
- Hieronymushaus, Brüder vom gemeinsamen Leben

### Neustadt
- Karmelitenkloster
- St. Laurentii, Zisterzienserinnen, um 1200
- St. Agnes, Zisterzienserinnen, um 1230–1810

### Umgebung
- Kloster Berge, Benediktiner
- Hospital St. Gertrauden Buckau, um 1200 Nonnen, einige 1230 in das Agnetenkloster in der Neustadt umgezogen

## Weitere Sakralbauten

### Jüdische Sakralbauten

#### Ehemalige Synagogen
- Alte Synagoge, Julius-Brehmer-Straße, 1939 zerstört
- Synagoge Sudenburg, in der Judenstadt, bis 1473, dann dort Marienstadt

#### Bestehende Gebäude
- Gemeindehaus Gröperstraße, orthodoxe jüdische Gemeinde, mit Betsaal
- Gemeindehaus Markgrafenstraße, liberale jüdische Gemeinde
- Trauerhalle auf dem Jüdischen Friedhof

### Islamische Gebäude
- Gemeindehaus mit Al-Rahman Moschee